# Crusea coronata
Crusea coronata es una especie de planta perteneciente a la familia Rubiaceae.

## Clasificación y descripción
Esta hierba es anual, presenta tallos erguidos, simples o ramificados; sus hojas son pecioladas, miden hasta de 5-8 cm de largo, delgadas, nervadas; sus flores se arreglan en inflorescencias capitadas terminales y axilares pedunculadas, de color rosa-púrpura, con pocas flores, sostenidas en la base por brácteas foliáceas. Se propaga por semillas.

## Distribución y ambiente
Prospera en selva baja caducifolia y selva mediana subcaducifolia, aunque crece principalmente como vegetación secundaria, tanto en laderas como en planicies, entre los 300 y 870 m s. n. m. Florece y fructifica entre junio y octubre. La distribución es en México y Centroamérica.

## Estado de conservación
Carece de importancia comercial como planta de ornato. Se emplea en macizos o arriates. Establecida en una plantación, requiere de 2-3 riegos semanales, especialmente en temporada de sequía. Los tallos de los ejemplares adultos  resisten un manejo rudo. La subespecie C. hispida grandiflora, así como las especies C. coronata y C. lucida, se encuentran sujetas a protección especial según la Norma Oficial Mexicana NOM-ECOL-059-2001.